# استوارت باروکلاف
استوارت باروکلاف (انگلیسی: Stewart Barrowclough؛ زادهٔ ۲۹ اکتبر ۱۹۵۱) بازیکن فوتبال اهل بریتانیا است.
از باشگاه‌هایی که در آن بازی کرده‌است می‌توان به باشگاه فوتبال منزفیلد تاون، باشگاه فوتبال بارنزلی، باشگاه فوتبال بریستول راورز، باشگاه فوتبال بیرمنگام سیتی، و باشگاه فوتبال نیوکاسل یونایتد اشاره کرد.
وی همچنین در تیم ملی فوتبال زیر ۲۱ سال انگلستان بازی کرده‌است.